# Década de 1240 a.C.

## Eventos
- 1249 a.C.: Celebrado o quarto jubileu.[1]
- 1249 a.C.: Guerra dos Sete contra Tebas.[2]
- 1245 a.C.: Após sete anos de opressão sob os midianitas,[3] os israelitas pedem ajuda a Deus e são reprovados por um profeta, Gideão da tribo de Manassés. Ele derruba o altar de Baal e derrota os midianitas com trezentos homens, matando seus reis.[4]
- 1245 a.C.: Arabelus, rei da Assíria, que reinou 42 anos.[5]
- 1241 a.C.: Tersandro, rei de Tebas, que reinou 22 anos.[6]

## Mortes
- 1245 a.C.: Orebe e Zeebe, príncipes midianitas, e Zeba e Salmuna, reis midianitas.[4]